# La reconstrucción
La reconstrucción és una pel·lícula dramàtica argentina de 2013 escrita i dirigida per Juan Taratuto i protagonitzada per Diego Peretti, Claudia Fontán i Alfredo Casero. Inspirant-se en una experiència personal, el director es va allunyar per primera vegada de gènere de comèdia dels seus anteriors treballs.
La producció es va dur a terme a Ushuaia i Río Grande durant l'any 2012. La reconstrucción va guanyar el Premi Sur al millor guió original i el premi FIPRESCI a la millor pel·lícula a la Setmana Internacional de Cinema de Valladolid.

## Argument
Eduardo (Diego Peretti), un solitari i obsessiu empleat d'una empresa petroliera de Río Grande, es trasllada per uns dies a Ushuaia a petició d'un vell amic, Mario (Alfredo Casero), amo d'un negoci. A causa d'una malaltia terminal de Mario, el sojorn d'Eduardo es prolonga i ha d'interrompre la seva solitària rutina per a ajudar en el negoci familiar i vincular-se amb l'esposa i filles adolescents de Mario.

## Repartiment
- Diego Peretti com Eduardo.
- Claudia Fontán com Andrea.
- Alfredo Casero com Mario.
- María Casali com Ana.
- Eugenia Aguilar com a Tast.
- Ariel Pérez com a Cap Jaciment.
- Rafael Solano com a Gendarme.
- Matías Cabrera com Luis.
- Andrea Riccini com a Professora.

## Premis
Premis Cóndor de Plata
| Any  | Categoria         | Receptor          | Resultat  |
| ---- | ----------------- | ----------------- | --------- |
| 2014 | Millor Pel·lícula | Millor Pel·lícula | Nominat   |
| 2014 | Millor Director   | Juan Taratuto     | Nominat   |
| 2014 | Millor Actriu     | Claudia Fontán    | Nominada  |
| 2014 | Millor actor      | Diego Peretti     | Guanyador |
| 2014 | Millor edició     | Pablo Barbieri    | Nominat   |
| 2014 | Millor so         | Catriel Vildosola | Nominat   |

Premis Sur
| Any  | Categoria              | Receptor          | Resultat |
| ---- | ---------------------- | ----------------- | -------- |
| 2013 | Millor Pel·lícula      | Millor Pel·lícula | Nominat  |
| 2013 | Millor Actor           | Diego Peretti     | Nominat  |
| 2013 | Millor Actriu          | Claudia Fontán    | Nominada |
| 2013 | Millor Música Original | Iván Wyszogrod    | Nominat  |